# Isariella candida
Isariella candida är en svampart som beskrevs av Seifert 1989. Isariella candida ingår i släktet Isariella, divisionen sporsäcksvampar och riket svampar.   Inga underarter finns listade i Catalogue of Life.